# Europäisches Büro für Chemische Stoffe
Das Europäische Büro für chemische Stoffe (ECB, englisch European Chemicals Bureau) befand sich in Ispra in Italien.
Es stand unter der Zuständigkeit des Instituts für Gesundheit und Verbraucherschutz der Gemeinsamen Forschungsstelle der Europäischen Kommission.

## Zuständigkeitsbereiche
Das ECB war die Koordinationsstelle für die Daten und Risikobewertungsabläufe von gefährlichen Chemikalien. Es stellte wissenschaftliche und technische Unterstützung für die Konzeption, Entwicklung, Einführung und die Überwachung von EU-Richtlinien zu gefährlichen Chemikalien zur Verfügung. Das Amt koordinierte die EU-Risk-Assessment-Programme, welche die Risiken von existierenden und neuen Stoffen für Arbeiter, Konsumenten und die Umwelt beurteilen. Es unterstützte auch die rechtliche Klassierung und Kennzeichnung, die Notifizierung von neuen Stoffen, den Informationsaustausch über den Import und Export von gefährlichen Stoffen, die Entwicklung und Harmonisierung von Testmethoden und die Autorisierung von Bioziden.
Durch die neue europäische Chemikaliengesetzgebung (REACH) wurden die Aufgaben 2006 an die Europäische Chemikalienagentur in Helsinki übertragen.